# Ashley (Michigan)
Ashley è un villaggio degli Stati Uniti d'America, situato nello Stato del Michigan, nella contea di Gratiot.